# 15629 Sriner
15629 Sriner (2000 HK53) là một tiểu hành tinh vành đai chính được phát hiện ngày 29 tháng 4 năm 2000 bởi nhóm nghiên cứu tiểu hành tinh gần Trái Đất phòng thí nghiệm Lincoln ở Socorro.